# Liste der Weihbischöfe in Freiburg

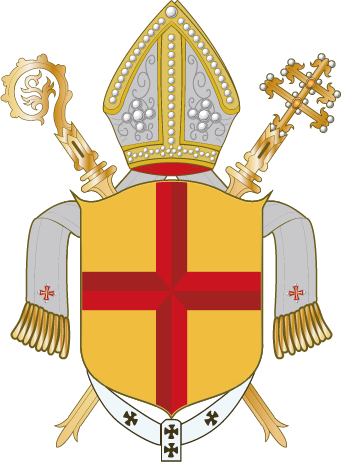
Wappen des Erzbistums Freiburg

Die folgenden Personen waren als Weihbischöfe im Erzbistum Freiburg tätig:
- 1828–1829  Joseph Vitus Burg, Titularbischof von Rhodiapolis
- 1832–1842  Hermann von Vicari, Titularbischof von Macri, später Erzbischof von Freiburg
- 1867–1881  Lothar von Kübel, Titularbischof von Leuce
- 1894–1921  Friedrich Justus Knecht, Titularbischof von Neve
- 1924–1952  Wilhelm Burger, Titularbischof von Thebae in Thebaide
- 1952–1954  Eugen Seiterich, Titularbischof von Binda, später Erzbischof von Freiburg
- 1955–1958  Hermann Schäufele, Titularbischof von Leptis Magna, später Erzbischof von Freiburg
- 1960–1980  Karl Gnädinger, Titularbischof von Celerina
- 1972–1978  Oskar Saier, Titularbischof von Rubicon, später Erzbischof von Freiburg
- 1979–1998  Wolfgang Kirchgässner, Titularbischof von Druas
- 1981–2012  Paul Friedrich Wehrle, Titularbischof von Nova Germania
- 2000–2013 Rainer Klug, Titularbischof von Ala Miliaria
- 2001–2018 Bernd Uhl, Titularbischof von Malliana
- 2013–2018 Michael Gerber, Titularbischof von Migirpa[1], danach Bischof von Fulda
- seit dem 19. Februar 2018 Peter Birkhofer, Titularbischof von Villamagna in Tripolitania
- seit dem 26. April 2019 Christian Würtz, Titularbischof von Germania in Dacia